# Браднелл-Брюс, Седрик, 7-й маркиз Эйлсбери
Чандос Сидней Седрик Браднелл-Брюс, 7-й маркиз Эйлсбери (англ. Cedric Brudenell-Bruce, 7th Marquess of Ailesbury; 26 января 1904 — 15 июля 1974) — британский пэр и писатель, титуловавшийся виконт Савернейк (1904—1911) и граф Кардиган (1911—1961).

## История и образование
Родился 26 января 1904 года. Единственный сын Джорджа Браднелла-Брюса, 6-го маркиза Эйлсбери (1873—1961), и Кэролайн Сидней Энн Мэдден (? — 1941). Он получил образование в Итоне и Крайст-Черче, Оксфорд.

## Карьера
Седрик Браднелл-Брюс стал мировым судьей Уилтшира в 1938 году. Во время Второй мировой войны он служил в Корпусе королевской армии, во время которого его упоминали в депешах. Он был взят в плен и провел некоторое время в качестве военнопленного, но сбежал. В 1950 году он занимал должность заместителя лейтенанта Уилтшира. В 1961 году он был членом совета графства Уилтшир. Он был назначен командором ордена Святого Иоанна Иерусалимского.
Седрик Браднелл-Брюс написал следующие книги под названием «Кардиган»: «Молодежь идет на Восток», 1928; «Пилот-любитель», 1933; «Стражи Савернейкского леса», 1949; «Я шел один», 1950; Жизнь и верность Томаса Брюса, 1951.
Он сменил своего отца в качестве маркиза Эйлсберни после смерти последнего 4 августа 1961 года. Унаследовав титулы своего отца, он написал еще две книги под названием «Эйлсбери»: «История Савернейкского леса», 1962; «Установка моих часов по солнечным часам», 1970.
Эта последняя книга «Установка моих часов по солнечным часам» была короткими мемуарами, которые пролили много интересного света на его личную жизнь, большая часть которой была связана с книгами, которые он написал. Согласно этой книге, в начале 1920-х годов он был заядлым поклонником автомобилей и пользовался любой возможностью, чтобы ездить на последних моделях. В этот период своей жизни он участвовал в некоторых публикациях о спортивных автомобилях, рассматривая автомобили и гоночные события. Его первая книга «Юность идет на Восток», описал свое путешествие по Европе в спонсируемом автомобиле со своей женой и другом. Вся поездка была тщательно продуманной рекламной кампанией, спонсируемой известной автомобильной компанией, чтобы продемонстрировать долговечность их новой модели. В процессе работы в книге было сделано много наблюдений о тех частях Европы, которые все еще были разрушены в результате Первой мировой войны примерно за 10 лет до этого. В самой книге не упоминалось о спонсорстве или конкретной модели используемого автомобиля, поскольку книга не имела отношения к рекламной кампании.
В конце 1920-х и начале 1930-х годов Седрик Браднелл-Брюс стал поклонником полетов на небольших самолетах. В своей книге 1933 года «Пилот-любитель» он написал своего рода руководство по полетам на самолетах в эпоху, когда для полета по стране не нужно ничего, кроме самолета и пустого поля.
С началом Второй мировой войны Седрик Браднелл-Брюс стал офицером армии и был взят в плен в начале 1940 года. После своего побега он прошел пешком через Европу, через Францию в Испанию, все время делая заметки о своих подвигах, которые позже были опубликованы в его четвертой книге в 1950 году «Я шел один». По возвращении в Англию Седрик принимал менее активное участие в военной службе, в основном в качестве инструктора по самолетам. Тем временем в своем доме в Уилтшире его отец наблюдал за преобразованием семейного поместья и его густого леса в огромный склад боеприпасов для армии. В то время как «Я шел один» рассказывает только о побеге, «Установка часов» продолжает подробно описывать его деятельность в армии на протяжении всей войны. По окончании войны в Европе Седрика выбрали для создания и управления несколькими лагерями для перемещенных лиц.
Выйдя в отставку с действительной службы в 1945 году и вернувшись в Англию, Седрик Браднелл-Брюс снова поселился в одном из домов семейного поместья в Уилтшире. Однако семейное поместье, Тоттенхэм-хаус, было преобразовано в школу для мальчиков. В процессе подготовки к школе Седрик спустился в подвал и обнаружил сотни коробок, полных старых семейных документов. Последующие исследования привели к созданию его третьей книги «Стражи Савернейкского леса», который был подробным взглядом на историю его семьи и непрерывную линию наследования в семье Наследственных Хранителей, которые наблюдали за лесом Савернейк (одним из Королевских лесов) со времен Вильгельма Завоевателя. Савернейкский лес был собственностью короны до 1540-х годов, когда Эдвард Сеймур, 1-й герцог Сомерсет, закрепленное право собственности на лес. С тех пор лес стал частной собственностью семьи. Особый характер попечительства ранее позволял наследованию переходить к наследнице женского пола, а не переходить к следующему наследнику мужского пола за пределами ближайшей семьи. Эта традиция сохранялась и после того, как лес перешел во владение семьи, позволив лесной собственности перейти от семьи Сеймур к семье Брюс и семье Браднелл-Брюс. Исследование Седрика было первоначально опубликовано в журнале местного исторического общества "Журнал по археологии и естественной истории Уилтшира, с 1946 по 1948 год.
Дальнейшие семейные исследования привели к публикации пятой книги Седрика «Жизнь и верность Томаса Брюса: Биография Томаса, графа Эйлсбери и Элгина, джентльмена из спальни короля Карла II и короля Якова II, 1656—1741».
.
Шестая книга Седрика, «История Савернейкского леса», была обновленной версией его предыдущей книги о лесу. Надзиратели больше внимания уделяли лицам, ответственным за лес, в то время как История больше внимания уделяла трансформации самого леса за последние 1000 лет, поскольку его границы постоянно расширялись и сужались, а деревья становились все более густыми, а олени перемещались из одного парка в другой. (Более подробную информацию смотрите в разделе «История королевских лесов».) Кроме того, в то время как Стражи закончились в эдвардианские времена, История коснулся событий 20-го века, приведших к переходу от семейного контроля к государственному контролю. В наше время расходы на содержание леса стали непомерно высокими, и семья сдала лес в аренду Лесной комиссии на 999 лет.
Седрик уехал из Англии в конце 1960-х годов, чтобы избежать налогов. Он провел остаток своей жизни за пределами Англии. Название его последней книги «Установка моих часов по солнечным часам» было ссылкой на Томаса Брюса, что объясняется в начале этой книги. Вся вышеприведенная информация о книгах Эйлсбери взята из «Установки моих часов по солнечным часам», в которой упоминались все его книги по названию.

## Браки
Лорд Эйлсбери был женат трижды. 5 июля 1924 года его первой женой стала Джоан Холтон Солтер (? — 24 июля 1937), дочь Стивена Солтера (1862—1956). У супругов было двое детей:
- Майкл Браднелл-Брюс, 8-й маркиз Эйлсбери (род. 31 марта 1926), старший сын и преемник отца.
- Лорд Чандос Джеральд Пирс Браднелл-Брюс (9 февраля 1929—1980), 1-я жена с 1951 года (развод в 1957) Энни Анджеле; 2-я жена с 1958 года Нелида Гарсия Отеро (? — 2008), от брака с которой у него было две дочери.

11 марта 1944 года его второй женой была Джойс Квеннелл, дочь Чарльза Уорвика-Эванса и бывшая жена Питера Кортни Квеннелла. Второй брак был бездетным. Пара развелась в 1948 году.
20 февраля 1950 года его третьей женой была Джин Фрэнсис Маргарет Уилсон (? — 14 февраля 1999), дочь Джона Аддисона Уилсона. У супругов родился один сын:
- Лорд Чарльз Адам Браднелл-Брюс (род. 23 марта 1951), женат с 1996 года на Терезе Кристин Симонс.